# Thư Cừ Mục Kiền
Thư Cừ Mục Kiền (tiếng Trung: 沮渠牧犍; bính âm: Jǔqú Mùjiān) (? 447), hoặc Thư Cừ Mậu Kiền (沮渠茂虔), là một người cai trị của nước Bắc Lương vào thời Ngũ Hồ thập lục quốc trong lịch sử Trung Quốc. Hầu hết các sử gia Trung Quốc coi ông là vị vua cuối cùng của Bắc Lương, mặc dù một số coi hai em trai của ông là Thư Cừ Vô Húy và Thư Cừ An Chu cũng là các vua của Bắc Lương. Vào lúc Thư Cừ Mục Kiền kế vị cha là Thư Cừ Mông Tốn năm 433, Bắc Lương đã trở nên mạnh mẽ hơn bao giờ hết, song là dưới cái bóng của nước Bắc Ngụy hùng mạnh, là nước mà Bắc Lương xưng làm chư hầu. Năm 439, Thái Vũ Đế Thác Bạt Đảo của Bắc Ngụy mở một chiến dịch lớn chống lại Bắc Lương và chiếm được kinh thành Cô Tang (姑臧, nay thuộc Vũ Uy, Cam Túc) và bắt được Thư Cừ Mục Kiền. Thư Cừ Mục Kiền vẫn là một thần dân danh giá của Bắc Ngụy với vị thế là anh rể của Thái Vũ Đế cho đến năm 447, khi Thái Vũ Đế tin rằng ông cố gắng nổi loạn, và đã buộc ông tự sát.

## Dưới thời Thư Cừ Mông Tốn
Sử sách không cho biết năm sinh của Thư Cừ Mục Kiền nay tên mẫu thân của ông, ông là con trai thứ ba của Thư Cừ Mông Tốn. Sự kiện đầu tiên trong sử sách nhắc đến ông là vào năm 420, sau khi Thư Cừ Mông Tốn tiêu diệt nước Tây Lương kình định và chiếm được kinh thành Tửu Tuyền (酒泉, nay thuộc Tửu Tuyền, Cam Túc) của nước này, Thư Cừ Mông Tốn đã để ông làm thái thú của quận Tửu Tuyền và gả Lý Kính Thụ (李敬受), vương hậu của vua Lý Hâm (Lý Hâm lúc này đã chết), cho ông.
Thư Cừ Mục Kiền chưa từng được phụ thân mong muốn là người kế vị, cha ông ban đầu lập anh cả Thư Cừ Chính Đức (沮渠政德) làm thế tử vào năm 413. Sau khi Thư Cừ Chính Đức chết khi đánh quân Nhu Nhiên vào năm 423, Thư Cừ Mông Tốn đã lệnh một người anh trai khác của Thư Cừ Mục Kiền là Thư Cừ Hưng Quốc (沮渠興國) làm thế tử. Sau khi Thư Cừ Hưng Quốc bị vua Khất Phục Mộ Mạt của Tây Tần bắt được và giữ lại vào năm 429, và Thư Cừ Mông Tốn thất bại khi tìm cách chuộc Thư Cừ Hưng Quốc, ông ta đã lập một em trai cùng mẹ với Thư Cừ Mục Kiền là Thư Cừ Bồ Đề (沮渠菩提) làm thế tử. Tuy nhiên, khi Thư Cừ Mông Tốn lâm bệnh vào năm 433, các quan lại và quý tộc đã cho rằng Bồ Đề còn quá trẻ để kế vị, vì thế họ đã phế truất Thư Cừ Bồ Đề và đưa Thư Cừ Mục Kiền, người được coi là mẫn cán và có lòng tốt, làm thế tử. Thư Cừ Mông Tốn qua đời ngay sau đó, và Thư Cừ Mục Kiền đã lên kế vị. Ông lập con trai mình là Thư Cừ Phong Đàn (沮渠封壇) làm thế tử.

## Trị vì
Chính sách ban đầu của Thư Cừ Mông Tốn là biết giữ ý với Bắc Ngụy và Thái Vũ Đế Thác Bạt Đảo, và do phụ thân đã chấp thuận từ trước, ông đã gả em gái là Hưng Bình công chúa cho Thái Vũ Đế, Thái Vũ Đế lập ông làm Hà Tây vương. Tuy nhiên, Thư Cừ Mục Kiền cũng bí mật nuôi dưỡng mối quan hệ với các kình địch của Bắc Ngụy là Lưu Tống và Nhu Nhiên, và đến năm 434, sau khi ông cử sứ thần đến Lưu Tống để thể hiện sự khuất phục, Lưu Tống Văn Đế Lưu Nghĩa Long cũng đã phong cho ông làm Hà Tây vương.
Năm 436, sau khi Thái Vũ Đế tiêu diệt nước Bắc Yên và đoạt lấy lãnh thổ của nước này, ông ta bắt đầu tính đến việc chinh phục Bắc Lương. Tuy vậy, năm 437, ông ta đã gả Vũ Uy công chúa cho Thư Cừ Mục Kiền. Thư Cừ Mục Kiền, mặc dù đã có Lý Vương hậu, song cảm thấy mình bắt buộc phải chấp thuận, và Vũ Uy công chúa trở thành vương hậu. Đồng thời, Thái Vũ Đế cũng lệnh rằng mẫu thân của Thư Cừ Mục Kiền được tôn làm Hà Tây Vương Thái hậu. Thư Cừ Mục Kiền cũng buộc phải ly dị Lý Vương hậu, bà đã bị lưu đày đến Tửu Tuyền và qua đời ngay sau đó. Theo yêu cầu của Bắc Ngụy, Thư Cừ Mục Kiền cũng cử Thư Cừ Phong Đàn đến kinh đô Bình Thành (平城, nay thuộc Đại Đồng, Sơn Tây) của Bắc Ngụy để làm con tim. Tuy nhiên, ông cũng tiếp tục cử các sứ thần đến Lưu Tống, triều cống các cuốn sách và yêu cầu được cung cấp các cuốn sách khác, và Lưu Tống Văn Đế đã trao chúng mà không chất vấn gì. (Mặc dù có quan hệ thông qua hôn nhân, Thái Vũ Đế vẫn tính đến việc mở một chiến dịch chống lại Bắc Lương, song do thúc giục của Lý Thuận (李順), người trước đây cũng từng ủng hộ hành động quân sự song vào lúc này ông lại chống lại các hành động như vậy, ông lập luận rằng quân Bắc Ngụy vẫn còn mệt mỏi từ các cuộc chinh phục Bắc Yên và Hạ cũng như giao chiến với Lưu Tống và cần phải nghỉ ngơi, Thái Vũ Đế vì thế đã cho hoãn kế hoạch.)
Năm 439, Thư Cừ Mục Kiền đã vướng vào một vụ bê bối và gây bất lợi cho mối quan hệ của ông với Bắc Ngụy. Ông và hai người em trai khác đều có mối quan hệ tình cảm với vợ của một người anh em khác nữa, Lý phu nhân, và Lý phu nhân đã có âm mưu với một em gái của Thư Cừ Mục Kiền để đầu độc Vũ Uy công chúa. Thái Vũ Đế đã cử ngự y đến và họ đã cứu sống được công chúa, và ông ta sau đó yêu cầu Thư Cừ Mục Kiền phải giao Lý phu nhân. Thư Cừ Mục Kiền từ chối và chỉ đưa Lý phu nhân đến Tửu Tuyền. Trong khi đó, các sứ thần Bắc Ngụy đi đến các vương quốc ở Tây Vực, những người đi qua Bắc Lương thường xuyên, đã cáo buộc rằng Thư Cừ Mục Kiền đã thông báo với các nước Tây Vực là họ không nên khuất phục Bắc Ngụy mà hãy khuất phục Nhu Nhiên. Theo thúc giục của thừa tướng Thôi Hạo (崔浩), Thái Vũ Đế một lần nữa lại chuẩn bị cho hành động quân sự. Với Nguyên Hạ, con trai của Thốc Phát Nục Đàn (vua cuối cùng của Nam Lương) làm người dẫn đường, ông đã phát động một cuộc tấn công thần tốc và nhanh chóng tiến đến Cô Tang. Thư Cừ Mục Kiền bị bất ngờ và đã từ chối đầu hàng, ông cho phòng thủ kinh thành trong hoàn cảnh bị bao vây, trong khi tìm kiếm viện trợ quân sự ngay lập tức từ Sắc Liên khả hãn Uất Cửu Lư Ngô Đề (郁久閭吳提) của Nhu Nhiên. Uất Cửu Lư Ngô Đề đã tấn công bất ngờ vào Bình Thành nhằm buộc Thái Vũ Đế phải từ bỏ chiến dịch, song sau các thành công bước đầu, ông đã thất bại trong việc chiếm Bình Thành, còn em trai Uất Cửu Lư Khất Liệt Quy (郁久閭乞列歸) thì bị quân Bắc Ngụy bắt. Sau gần hai tháng bao vây, cháu trai của Thư Cừ Mục Kiền là Thư Cừ Vạn Niên (沮渠萬年) đã đầu hàng quân Bắc Ngụy, và Cô Tang thất thủ. Thư Cừ Mục Kiền trói tay mình để biểu thị sự khuất phục và đầu hàng. Thái Vũ Đế chiếm thành, song vẫn tiếp tục đối đãi với Thư Cừ Mục Kiền một cách tôn trọng, với vị thế vừa là anh rể vừa là và em rể, và khi đưa Thư Cừ mục Kiền đến Bình Thành, ông ta tiếp tục cho Thư Cừ Mục Kiền mang tước hiệu Hà Tây vương. (Người ta cho rằng, khi ông đầu hàng, ông đã mở kho bạc vương gia để khiến cho nó bị cướp bóc, một hành động đã gây bất lợi cho ông về sau này.)

## Sau khi mất ngôi
Trong khi đó các người em trai của Thư Cừ Mục Kiền là Thư Cừ Vô Húy, Thư Cừ Nghi Đắc (沮渠宜得), và Thư Cừ An Chu cùng người anh em họ Thư Cừ Đường Nhi (沮渠唐兒) vẫn tiếp tục giữ trấn giữ các thành khác nhau của Bắc Lương và sau đó chạy trốn và cố gắng tái lập một sự hiện diện lâu dài tại Cao Xương. Khi mẹ ông qua đời, bà được chôn cất với vinh dự của một vương thái hậu.
Tuy nhiên, năm 447, có cáo buộc rằng Thư Cừ Mục Kiền mở kho bạc khi Cô Tang thất thủ, rằng số châu báu đó rốt cuộc lại trở thành sở hữu của ông. Các châu báu được khẳng định là bắt nguồn từ kho bạc Bắc Lương sau đó đã được tìm thấy trong số tài sản của Thư Cừ Mục Kiền, cũng như nhiều loại thuốc độc và các đồ ma thuật mà Thư Cừ Mục Kiền, Thư Cừ Mông Tốn, và các em gái của Thư Cừ Mục Kiền được nói là để sử dụng. Trong giận dữ, Thái Vũ Đế đã ra lệnh cho Thư Cừ phi phải tự tử, và xử tử nhiều thành viên trong gia tộc Thư Cừ. Cuối năm đó, có cáo buộc rằng Thư Cừ Mục Kiền đang giao thiệp với các thần dân cũ của mình và lên kế hoạch cho một cuộc nổi loạn. Thái Vũ Đế đã cử Thôi Hạo đến nơi ở của Thư Cừ mục Kiền và Vũ Uy công chúa, và buộc Thư Cừ Mục Kiền phải tự sát.